# تفكيك (مباني)

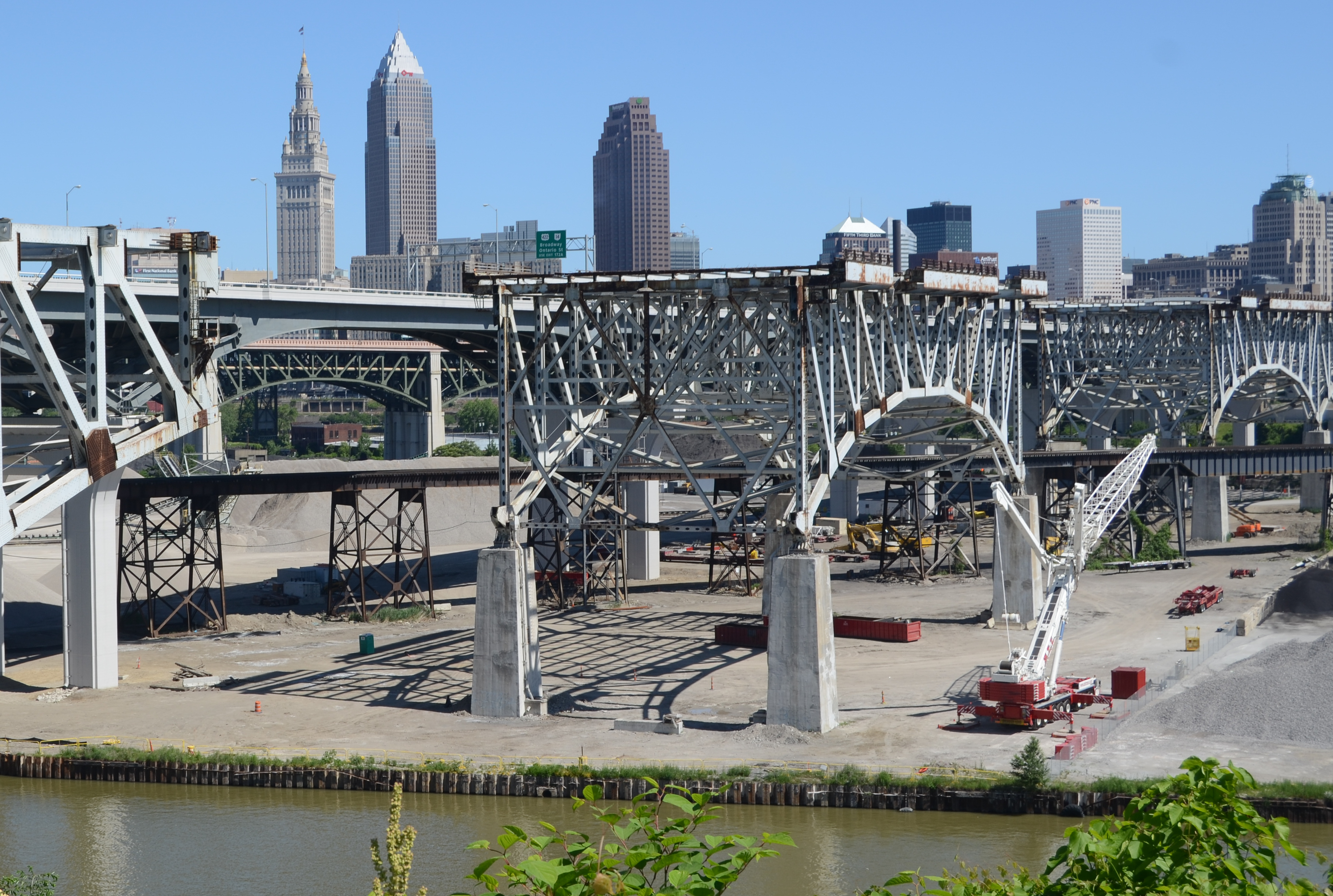

تفكيك المباني، هو تفكيك انتقائي لمكونات المبنى في سياق التشييد المادي له، وذلك بغرض إعادة الاستخدام والاستخدام الثانوي وإعادة تدوير النفايات وإدارة المخلفات، ويختلف عن عملية الهدم التي يُزال فيها المبنى من الموقع باستخدام أنسب الوسائل. عُرف تفكيك المباني أيضاً بأنه «البناء في الاتجاه المُعاكس». يتطلب تفكيك الأبنية درجة من العمالة أعلى بشكل كبير مما تتطلبه عمليات الهدم التقليدية، إذ يوفر على هذا النحو منبراً مُستداماً للعمال غير المهرة والعاطلين عن العمل لتلقي التدريب واكتساب مهارات العمل. تُعد عملية تفكيك الأبنية نشاطاً أحياه التقدم الحاصل في مجال الاستدامة والبناء المُستدام. تمتلك المباني دورة حياة مثل كل الأشياء، إذ يتمحور تفكيك المباني حول إعطاء حياة جديدة إلى المواد داخل المبنى بمجرد توقف قابلية المبنى عن أداء وظيفته.
تُهدم المباني عادةً عندما تصل إلى نهاية عمرها الافتراضي وتُنقل إلى مدافن المخلفات. يُعتبر تقويض المباني أو ما يُسمى «التحطيم – بالكرة الحديدية» أُسلوباً غير مُكلف نسبياً للهدم، ويُقدم طريقة سريعة لإخلاء المواقع للأبنية الجديدة، إلا أنه يخلق من ناحية أخرى كميات كبيرة من المخلفات. قد تكون مكونات المباني القديمة قيّمة، وأحياناً ذات قيمة أعلى مما كانت عليه عند إنشاء المبنى. يُعتبر تفكيك المباني وسيلة لجمع واستعادة ما يُعرف عادةً «بالمخلفات» وتحويلها إلى مواد مفيدة.

## المساهمة في الاستدامة
يمتلك تفكيك المباني روابط قوية مع الاستدامة البيئية، كما يساعد في تقليل الحاجة إلى الموارد الخامه بالإضافة إلى منح دورة حياة جديدة للمواد، الأمر الذي يؤدي بدوره إلى توفير الطاقة المُستهلكة والانبعاثات الصادرة عن تكرير وتصنيع مواد جديدة، لاسيما عند النظر في أن ما يقدر بنحو 40 % من تدفقات صناعة المواد العالمية يمكن أن يُعزى إلى تشييد وصيانة وتجديد المُنشآت، كما يوفر تفكيك المباني في الكثير من الأحيان من الطاقة المُستهلكة والانبعاثات الناتجة عن نقل المواد نظراً لأن عملية التفكيك تتم غالباً على المستوى المحلي.
يدعم تفكيك المباني المجتمعات عن طريق توفير وظائف محلية ومنشآت مجددة، إذ يوفر من 6 إلى 8 وظائف لكل عملية هدم تقليدي لمُنشأة، كما تُسير المخلفات المنزلية الناجمة عن الهدم التقليدي من مدافن المخلفات، وهي عملية ذات فائدة كبيرة لأن المخلفات الناجمة عن عمليات الهدم والتشييد تمثل حوالي «20 – 40 %» من كمية المخلفات الصلبة الكلية. ينتُج حوالي 90% من المخلفات الناجمة عن عمليات الهدم والبناء أثناء عملية الهدم، وذلك كما نتج في عام 2015 حوالي 548 مليون طن من مخلفات الهدم والبناء في الولايات المتحدة وحدها.
يسمح تفكيك المباني بالوصول إلى مستويات أعلى مما قد تصل إليه عمليات الهدم التقليدية في إعادة استخدام المواد وإعادة تدويرها، إذ يمكن إعادة استخدام حوالي 25 % وإعادة تدوير حوالي 70 % من المواد المُستخدمة في المُنشأة السكنية التقليدية.

## فوائد تلافي المخلفات الخشبية
أنشأت رابطة المدن عديمة الانبعاثات الكربونية في كندا موقعاً على الويب يوفر الموارد اللازمة للمنظمين والبلديات والمطورين والمقاولين وأصحاب الأعمال والمشغلين والأفراد والأسر. تشمل مزايا البلديات ما يلي:
- تخفيض تكاليف التخلص من المخلفات، إذ يتم جمع النفايات ونقلها والتخلص منها بواسطة القاعدة الضريبية.
- إنشاء تدفقات إضافية من الإيرادات.
- زيادة العمر الافتراضي لمدافن المخلفات.
- الحد من انبعاثات الغازات الدفينة الناجمة عن تحلل المخلفات الخشبية في مدافن المخلفات إلى غاز الميثان.
- تنشيط الاقتصاد المحلي عبر إدخال الصناعات الجديدة وتوفير فرص التوظيف.

من فوائد تلافي المخلفات الخشبية هو تحسين البيئة المحلية وتحقيق الاستدامة الشاملة للمجتمع، إذ تكفي كل ثلاثة أقدام مربعة من المواد الناتجة عن عمليات تفكيك المباني لبناء قدم مربع واحد من البناء الجديد. إذا حل تفكيك المباني محل عمليات الهدم السكني التقليدية فبإمكان الولايات المتحدة توليد ما يكفي من الخشب المُعاد تدويره لبناء 120,000 منزل جديد كل عام بأسعار مقبولة، فمن الممكن أن يكفي تفكيك منزل نموذجي من الخشب يمتد على مساحة 2000 قدم مربع (190 متر مربع) للحصول على 6000 قدم مكعب من الخشب القابل لإعادة الاستخدام.
تدفن الولايات المتحدة في مدافن المخلفات كل عام حوالي 33 مليون طن من الحطام الناجم عن عمليات الهدم والبناء المتعلقة بالخشب، والتي ستصدر بدورها حوالي خمسة ملايين طن من الكربون المكافئ على شكل غاز الميثان نظراً إلى أن الكائنات الحية الدقيقة اللاهوائية تحلل هذا الخشب المدفون.

## الطرق النموذجية لتفكيك المباني
عادةً ما يُقسم تفكيك المباني إلى فئتين؛ التفكيك الهيكلي والتفكيك غير الهيكلي. يتضمن تفكيك المباني غير الهيكلي -المعروف أيضاً باسم «التعرية الناعمة» - استعادة المكونات غير الهيكلية والأجهزة المنزلية والأبواب والنوافذ ومواد التشطيب النهائي، ويُعتبر إعادة استخدام هذه المواد وطرحها في الأسواق أمراً شائعاً في العديد من الأماكن.
يتضمن تفكيك المباني الهيكلي تفكيك المكونات الهيكلية للمبنى، نُفذ هذا الأمر في السابق من أجل استعادة المواد النادرة أو باهظة الثمن مثل الطابوق المُستخدم والحجر المُسبق الصنع والخشب المُنقرض، فقد كان من الشائع في العصور القديمة هدم المباني الحجرية وإعادة استخدام الأحجار، وكان من الشائع أيضاً سرقة الحجارة من مبنى لم يُهدم بالكامل بعد: هذا هو المعنى الحرفي لكلمة «المتداعية». يمتلك كل من الطابوق المُستخدم والحجر الجيري مُسبق الصنع المُستخدم على وجه التحديد تاريخاً طويلاً من إعادة الاستخدام، وذلك بسبب المتانة وتغير اللون مع مرور الزمن.
أدى ظهور كل من الوعي البيئي والبناء المُستدام في الآونة الأخيرة إلى توفير مجموعة واسعة من المواد التي تستحق تفكيك المباني الهيكلي. أصبحت المواد الشائعة ومنخفضة الجودة مثل الخشب مُسبق الصنع جزءاً من السوق الحديث.
استخدمت القوات المسلحة الأمريكية الطريقة الهيكلية لتفكيك المباني في العديد من قواعدها العسكرية. تُعتبر عادةً الطُرق المُستخدمة في بناء الثكنات تحديداً من بين مُنشآت قواعدها الأخرى طُرقاً بسيطة نسبياً، إذ أنها احتوت عادةً على كميات كبيرة من الخشب؛ واستُخدم في بنائها الحد الأدنى من المواد اللاصقة ومواد تشطيب النهائي. قد تكون المباني بالإضافة إلى ذلك متطابقة شكلياً في كثير من الأحيان، الأمر الذي جعل عملية تفكيك المباني المتعددة أسهل بكثير.
بُنيت العديد من الثكنات العسكرية خلال الحقبة السابقة للحرب العالمية الثانية، وقد وصلت إلى مرحلة عمرية تحتاج لأن تُهدم فيها. يُعد تفكيك المباني تطبيقاً عملياً للغاية بسبب وفرة العمالة التي يتمتع بها الجيش سلفاً وقيمة المواد الرخيصة بحد ذاتها.
تخلّف الكوارث الطبيعية عادةً مثل الإعصار الاستوائي والفيضانات وتسونامي والزلازل؛ قدراً هائلاً من مواد البناء القابلة للاستخدام في أعقابها. غالباً ما تُفكك الهياكل التي لا تزال قائمة من أجل توفير المواد اللازمة لإعادة بناء المنطقة.

## الإمكانات الاقتصادية
تختلف الجدوى الاقتصادية لتفكيك المباني من مشروع إلى آخر، ويُعتبر كل من مقدار الوقت وتكلفة العمالة عيوباً رئيسية في الاقتصاد. قد يستغرق جمع المواد من هيكل البناء أسابيعاً، بينما يتم الانتهاء من الهدم في يوم واحد تقريباً، ومع ذلك يمكن استرداد بعضاً من التكاليف؛ إن لم تكن كلها.
تُعتبر إعادة استخدام مواد البناء في إعمار هيكل لمُنشأة جديدة في الموقع وبيع المواد المُستخلصة والتبرع بالمواد اللازمة من أجل عمليات شطب ضرائب الدخل وتجنب «رسوم التفريغ» الخاصة بالمدافن، طرقاً يمكن من خلالها جعل كلفة تفكيك المباني قابلة للمقارنة مع كلفة الهدم.
يُقدم برنامج مجلس البناء المُستدام التابع للولايات المتحدة والذي يُعرف باسم «الريادة في الطاقة والتصميم البيئي» «LEED» سبع اعتمادات تتعلق بإعادة استخدام مواد البناء.
يمكن للعمال غير المهرة تلقي التدريب أثناء العمل على استخدام أدوات وتقنيات النجارة الأساسية، بالإضافة إلى تعلم العمل الجماعي وحل المشكلات والتفكير النقدي وعادات العمل الجيدة.